# Arăneag, Arad
Arăneag este un sat în comuna Târnova din județul Arad, Crișana, România.

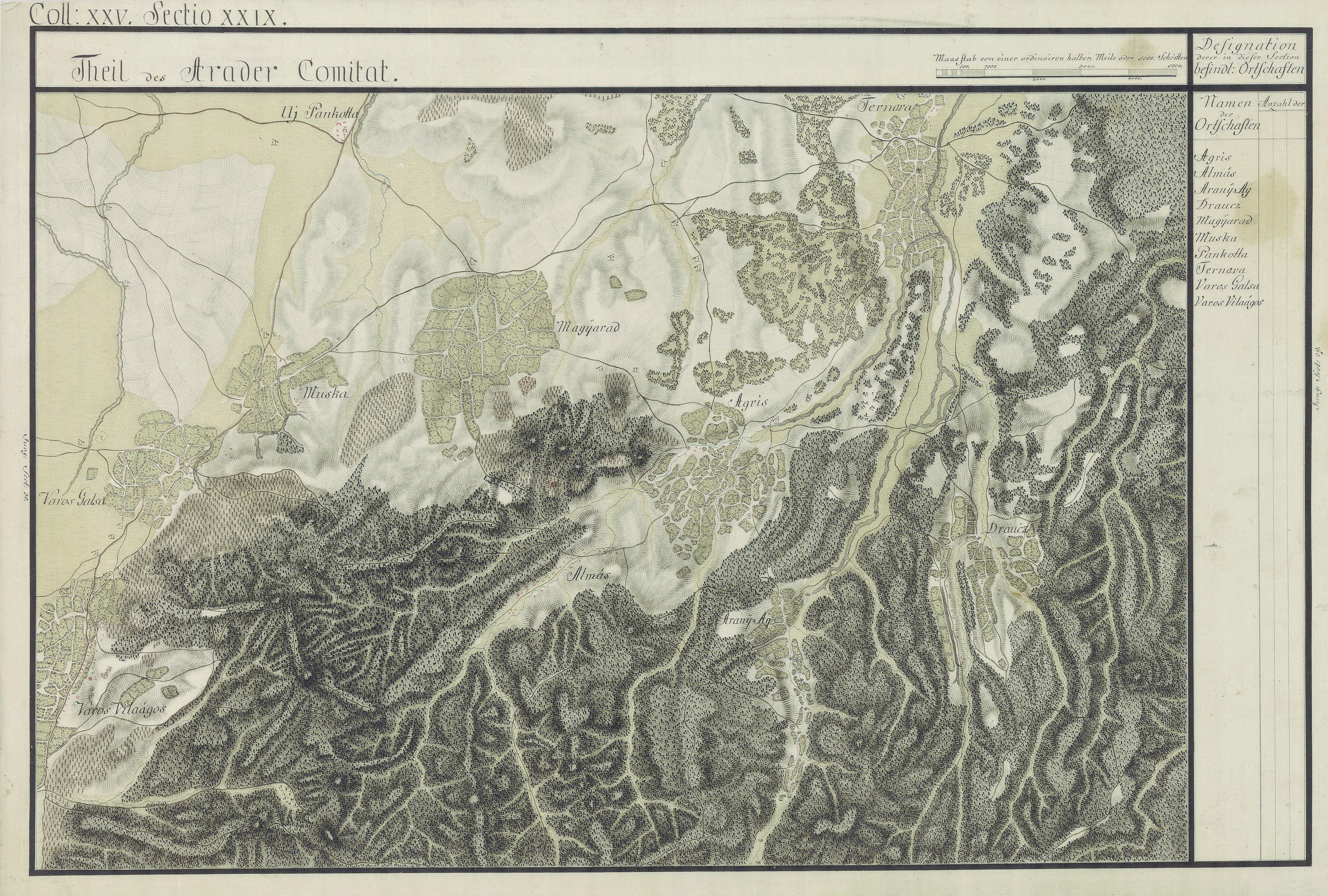
Arăneag în Harta Iozefină a Comitatului Arad, 1782-85

Situat la poalele munților Zarandului și la 7 km de Tarnova, satul Araneag se mândrește cu o vechime atestată documentar încă din secolul XIV, punându-l alături de alte localități foarte importante pe vremuri. O legendă spune că denumirea ar veni din maghiară, de la ARANY AG ce se traduce prin „creanga de aur” fapt ce ar putea deriva de la fostele mine de aur (sau Băi) aflate în hotarul satului și pe care bătrânii satului încă le mai știu, iar altă legendă ar spune că denumirea vine de la primul locuitor întâlnit în zonă de către autoritățile vremii ce voiau să dea nume satului, locuitor ce s-ar fi numit NEAGU și care tocmai își ara țarina: de aici ar veni ARA NEAGU = ARANEAGU. Prima atestare oficială a satului o constituie Diploma regelui Sigismund al Ungariei din 14 august 1390 în care, alături de alte 5 districte românești (districtus olahales) din Comitatul Zarandului este pomenit și Araneagul în grafia ARANAGH. În 1441 este pomenit „voevodat” în componența cetății Șiria, iar în 1444, când cetatea Șiria este cedată lui Iancu de Hunedoara, alături de alte 140–160 de localități, este pomenit și „districtul Araneag”.
Tot „voevodat” este pomenit și în 1464, când regele Matei Corvin cedează aceeași cetate Siria, familiei Bathony. În anii 1493-1494 este pomenit în vechile documente chiar „voievodul Vasile de Arăneag” „Urbariul domeniului Cetății Siria” din 1525 consemnează că la acea dată satul „roise” existând acum 4 sate Arăneag: Felse-, Zekes-, Medves- si Also-Araneagh care împreună aveau 92 de familii. La recensământul sau „conscripția” din 1746, satul se adunase din nou și era format din numai 41 de familii, pentru ca la începutul secolului XX (în anul 1910) sa aibă 1205 suflete.
Din punct de vedere religios, satul a fost dintotdeauna de veche credință ortodoxă, consemnându-se existența încă din 1525 a unor „preoți ortodocși” - Ioan în Araneagul de Jos și Nicolae în Araneagul de Mijloc - iar în 1746 preotul se numea Sav. Satul avea biserica de lemn, consemnata din 1734 - cu hramul Adormirea Maicii Domnului - iar din 1870 dăinuie actuala biserică zidită din piatră cu hramul celei vechi. Locuitorii se ocupau în principal cu creșterea vitelor și cultivarea pământului, dar mai produceau și țuică având câteva „căldări” pentru asa ceva, iar prin 1851 aveau chiar și 9 mori mici de pârâu cu care își măcinau „bucatele”. Spre sfârșitul secolului trecut unii din ei construiau și ciubere, cazi, troace sau linguri din arin, cu care ajungeau spre vânzare chiar și în târgurile din Baia, Giula și Seghedin din actuala Ungarie. La sfârșitul secolului XIX și început de secol XX s-a făcut exploatarea pădurilor din zona în sistem intensiv, fapt ce a dus la construirea unei linii ferate înguste ce făcea legătura intre exploatațiile forestiere de la Căsoaia și localitatea Pâncota, de unde lemnul era dus mai departe pentru prelucrare. Chiar și acum se mai vad foarte bine urmele „ștrecului” ce ocolea satul pe la vest, urme ce constau în poduri solide, unele folosite încă la circulație.
În vremurile din urmă, satul a suferit același fenomen de îmbătrânire ca majoritatea localităților din zonă, el trăind acum mai mult din amintirile frumoase ale trecutului, și mai sperând totuși ca până la urmă cineva va fi fermecat și interesat de frumusețea locurilor sale.